# Phoenicoprocta eximia
Phoenicoprocta eximia är en fjärilsart som beskrevs av Herrich-Schäffer 1866. Phoenicoprocta eximia ingår i släktet Phoenicoprocta och familjen björnspinnare. Inga underarter finns listade i Catalogue of Life.